# 일본국유철도 E10형 증기 기관차
일본국유철도 E10형 증기 기관차(일본어: E10形蒸気機関車)는, 일본국유철도(前 운수성)이 운용하던 탱크식 증기 기관차이다. 1948년에 4110형의 대체기로서 제조된 것으로, 동륜을 5축이나 가지고 있다. 일본의 탱크식 증기 기관차 중에서 가장 큰 기관차이다.

## 개발 및 제조

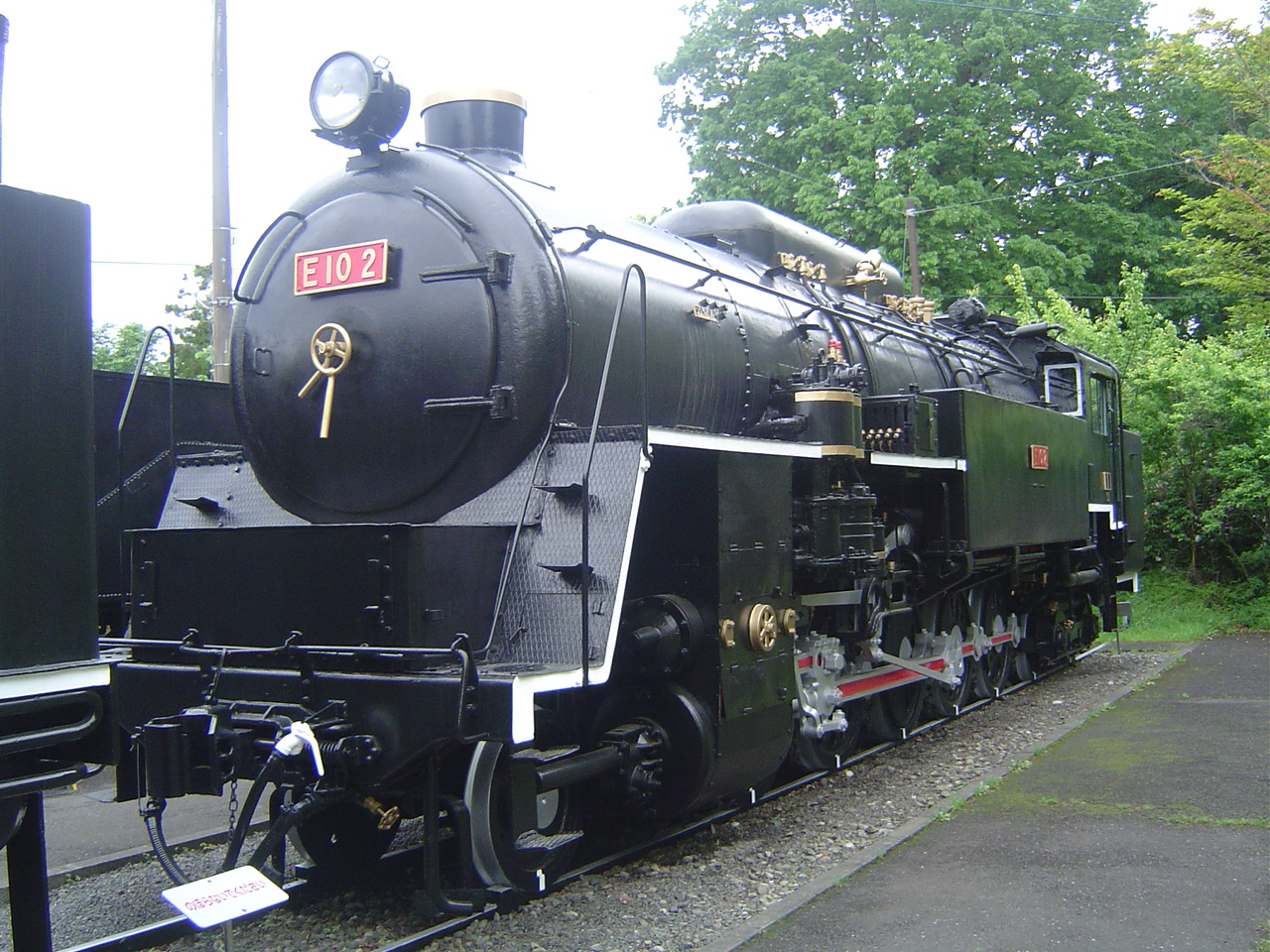
오메철도공원에 있는 E10 2 (2006년 5월 14일 촬영)

이타야 고개의 급구배 구간을 갖고 있는 오우 본선 후쿠시마역 - 요네자와역간에는, 다이쇼시대에 제조된 급구배용 기관차 4110형을 계속 사용했다. 그러나, 4110형은 일반적인 노후화에 더해 태평양 전쟁 내내 이어진 정비 불량에 석탄 품질의 악화, 뒤처진 견인력이나 속도 등의 문제로 수송 수요 증가에 대응하는 것이 갈수록 어려워져 왔다. 그래서, 그런 4110형을 대체하기 위해 1948년에 만들어진 기관차가 E10형이다.
4110형의 교체는 과거에도 검토됐으며, 전쟁 중에는 운수성(일본국유철도) 내부에서 2-10-4식 차륜 배치를 사용할 KE10형이 설계되어 있었다.1946년에는 4110형 기관차의 현상태 조사가 행해져 데바 기관구에서는, 운전 방향을 역행으로도 잘 주행할 수 있도록 하면서 D51형 정도의 보일러를 갖추고, 전장 15m 이내, 동륜상 중량 60 - 65t의 E형 또는 E1형 탱크식 기관차로 4110형을 대체하고 싶다는 의견이 제시되었다. 이타야 고개는 당시 전철화공사를 하고있었으나, GHQ에서 공사 중지 명령을 내려서 공사가 중단됐다가 뒤늦게 공사가 재개되었지만 그 사이에도 4110형 노후화는 더욱 더 심각해졌다. 이 때문에 니와사카 기관구에 있던 4110형 25량을 전부 교체하는 것이 아니라, 전철화가 끝날때까지만 최소한의 수송을 위해 소수를 제작하는 것으로 하고, 설계되어있던 KE10형을 바탕으로 데바 기관구와 차량 제조업체의 의견을 모아 설계한 2-10-4형 탱크기관차를 계획하여 기샤세이조에 발주, 5량（제조번호 2445 - 2449）이 제조되었다. E10형 이후 등장한 국철의 신형 증기기관차는 모두 기존차량을 개조하여 만든 차량이고, 순수하게 새로만든 기관차로서는 E10형이 일본국유철도의 마지막 신형 증기 기관차이다.

## 구조

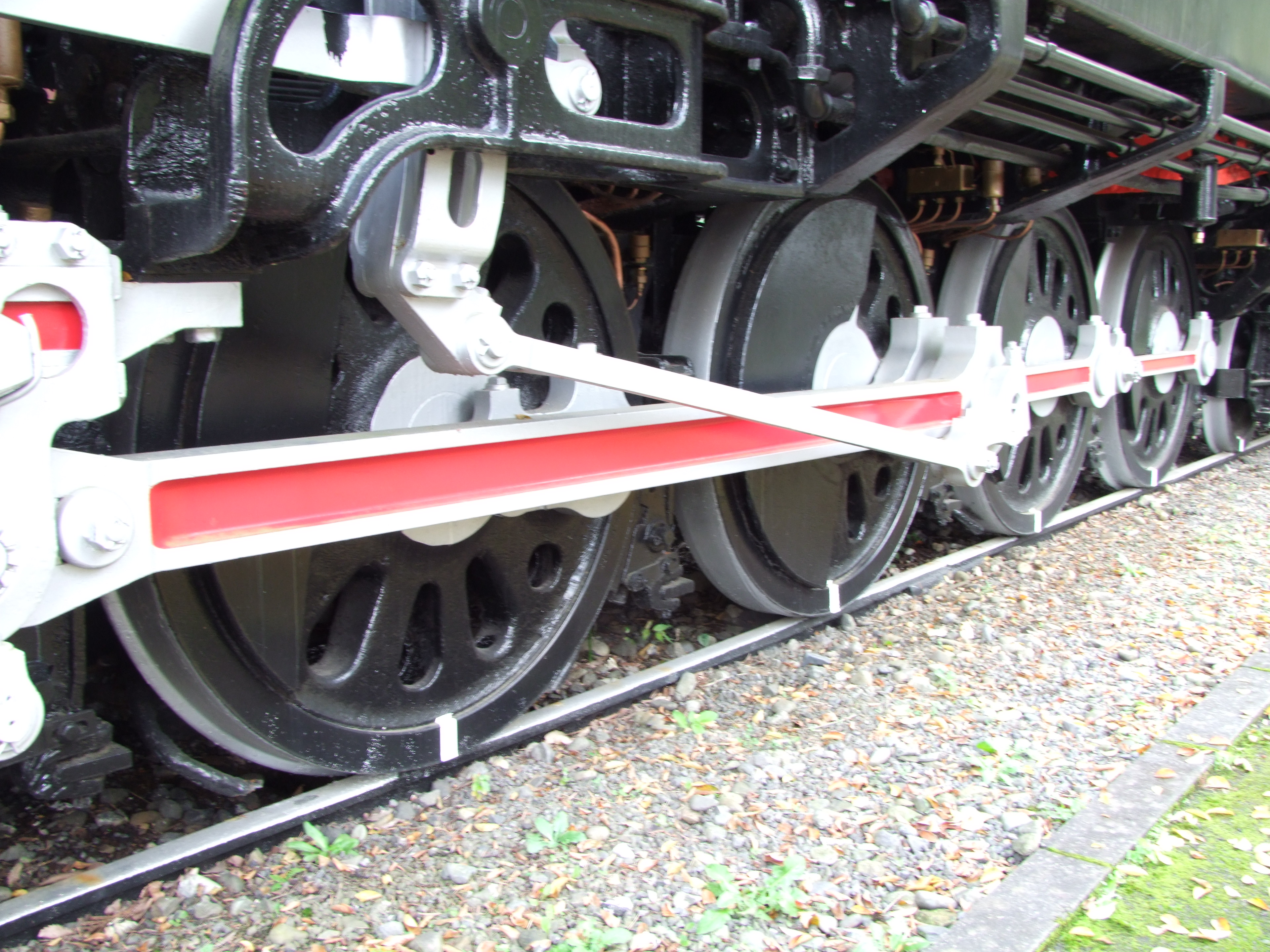
E10 2의 제2 ~ 제5동륜인데, 제3동륜과 제4동륜을 보면 접지면이 평평하다는 사실을 알 수 있다.
（2008년 10월15일, 우메철도공원）

4110형은 선륜 · 종륜이 모두 없어, 동륜뿐이었지만(0-10-0), E10형은 4110형보다 더 크게 설계되었기 때문에 선륜으로 1축, 종륜으로 2축을 가진 2-10-4형식이다. 곡선 통과를 용이하게 하기 위해 제1동륜은 6mm 정도의 방향 조절을 가능하게 했다. D52형과 비교하면 길이는 짧지만 같은 굵기의 보일러를 갖추고 카탈로그상의 견인력, 21.7 tf는 일본의 증기기관차 중에서 가장 크다. 또,데타 기관구에서 나온 의견을 반영해, 터널 내에서의 연해 방지를 위해, 보일러측을 뒤로 한 역행 운전을 할 수 있도록 설계·제조되었으므로, 기관사석은 탄고쪽을 향해서 왼쪽에 배치로 되어 있으며, 역전기와 계기판도 탄고 쪽에 장착되었다. 또한, 근대형 증기 기관차로서는 드물게 제연판을 장비하고 있지 않다. 나중에 가나자와 기관구로 전속했을 때, 일반적인 기관차와 같이 보일러 방향이 앞쪽이 되도록 운전사석 주변의 기기배치를 변경하고 역전기의 개폐 방향을 역방향으로 개조했지만, 운전사석의 위치는 그대로 보일러 방향 기준 오른쪽이였기 때문에 일본의 증기 기관차로서는 드물게 우측 운전대가 되었다. 그러나 앞 방향을 바꿀 때도 여전히 제연판은 설치되지 않았다.

## 운용
E10형은 테스트에서도 33‰경사에선 4110형의 1.5배인 270톤을 견인했지만, 실린더 견인력에 대한 중량의 부족과 세세한 조작이 어려운 동력 역전기를 채용한 탓도 있어 4110형보다 공전이 늘고 일정선 이상에선 급격하게 견인력이 떨어지는 등 기대했던 만큼의 고성능은 발휘하지 못하고 오히려 선로에 주는 횡압이 문제가 되면서 동륜 편마모를 일으킨 차량이 5량 중 3량이나 발생했다.
1948년에 시운전을 거쳐 이타야 고개에서 운용을 개시했지만, 취역한 바로 다음해인 1949년에는 이타야 고개 구간이 직류전철화되어 다른 노선으로 이전되었다. 히사쓰선 히토요시 역 - 요시마쓰역 사이에 반년 정도 투입됐다가 너무 대형이라 곡선 통과 시 과대한 횡압이라는 문제를 안고 결국 부적절 평가를 받아 E10형의 자리는 D51형에게 옮겨졌다. 그 후,  호쿠리쿠 본선 이스루기역 - 쓰바타역 간 운용을 하는 것으로 투입되어 운전방향을 개조하고 1955년 9월 신구리가라터널의 개통으로  급구배가 없어지는 신선의 완성 때까지 사용되었다.
1957년, E10형은 마이바라 기관구로 전속된다。 교류 구간과 직류 구간의 통합을 위해 비전철화되어 있던 마이바라 역 - 다무라역간 전용 기관차로서 운용되었다. 급구배 전용 대형 증기 기관차의 운용처로서는 어울리지 않는 구간이였으나, 적당한 운용 장소도 없었던 것이 실상이었다. 강력한 견인력과 방향전환 불필요라는 탱크식 기관차의 장점을 살려 단거리 노선을 왕복 운행하고 있었지만, 전시 규격 자재로 인한 불량인 부품의 발생이나 측면의 수조가 방해되어 보일러의 검수가 곤란한 점, 몇 안되는 기관차라는 점로 인해 예비 부품의 확보가 불편함 등 여러 문제가 발생하게 되었다. 마침 최근 다른 노선에서 D50형와 D51형의 잉여 차분이 생겼고, E10형을 D50형 또는 D51형으로 바꾸는 게 낫다고 판단되었기 때문에 마이바라를 마지막으로 1962년에 영업운전을 마치고 폐차되었다. 그렇게 되어서 운영 기간은 겨우 14년에 불과했다.

## 보존
소수제조였던 데다가 특수성(강력하고 거대한 탱크식 기관차)때문에 사용하는 곳이 드물어서 일본 전국을 돌아다니며 운행해도 결국엔 퇴출당하던 불우한 형식이였기 때문에 14년 밖에 운용되지 못하고 폐차되었으나, 폐차 시기가 정확히 철도 90주년 사업의 시기이기도 해서, E10 2가 도쿄도 오메시의 오메철도공원에 정태 보존되고 나머지는 해체되었다. E10 1을 두고 E10 2가 보존된 이유는 보존하자는 결정이 내려졌을땐 E10 1이 이미 폐차 및 해체되어 있었기 때문이다.

## 기타
쓰루가역 미도리의 창구에서 가끔 재생되는 쓰루가 역의 역사나 역주변, 호쿠리쿠 본선의 철도사를 소개하는 DVD에서, E10형이 달리고 있는 모습과 연결 작업을 하고 있는 E10형의 귀중한 컬러 영상이 있어서, 이를 통해 활약하고 있을 때의 모습을 관찰할 수 있다.

## 참고 문헌
- 野口昭雄 写真・文「j train Photo Essay 米原〜田村間 E10形最後の活躍」

イカロス出版『季刊 j train』December 2001 Vol.4 p.90 - 91
プレス・アイゼンバーン『レイル』1983年春の号 1983年4月

## 같이 보기
- 일본국유철도 4110형 증기 기관차